# Carmelita Yumito
Carmelita Yumito (Tauá, 15 de setembro de 1970) é tetra campeã brasileira de sinuca e a campeã paulista de sinuca, primeira colocada nos rankings nacional e paulista de sinuca.

## Carreira
Em 1985 mudou-se para Guarulhos (SP) com os irmãos e reside lá até hoje. Aprendeu as regras de sinuca trabalhando como garçonete em um salão de sinuca no centro da cidade. Observando e ouvindo os outros jogando, e logo começou a disputar campeonatos, que até o momento eram considerados masculino. Logo adquiriu experiência, e, em 1989 filiou-se à Federação Paulista de Sinuca e Bilhar e, em 1989 aconteceu o 1º campeonato de sinuca paulista na categoria feminino e ganhou o seu primeiro título de campeã. Carmelita é uma das pioneiras na categoria feminina de sinuca e é uma das responsáveis por divulgar seu esporte com muito orgulho e incentivar as mulheres para praticá-lo. Hoje coleciona diversos títulos, e também trabalha como arbitra oficial, instrutora de sinuca, organizadora de campeonatos. 
Atualmente, Carmelita é Diretora do Departamento Feminino da Federação Paulista de Sinuca e Bilhar.

## Títulos
Campeonatos De Sinuca Feminina
- PentaCampeã Brasileira (2001, 2004, 2009, 2010 e 2012);
- HendeCampeã Paulista (1996, 2000, 2001, 2002, 2005, 2006, 2007, 2009, 2010, 2011 e 2012);
- Hexa Campeã de Copas do Brasil;
- Bi-Campeã da Copa Ipê (SP);
- Bi-Campeã da Copa Guarulhos;
- Campeã da Copa Volkswagen;
- Campeã do 13o Campeonato de Sinuca;
- Campeã do Verão Miami Snooker (era a única mulher entre 32 participantes).